# La parata dell'amore
La parata dell'amore (Love at the Thanksgiving Day Parade) è un film televisivo del 2012 diretto da Ron Oliver, con protagonisti Autumn Reeser e Antonio Cupo.

## Trama
Emily Jones è incaricata di organizzare l'annuale parata per il giorno del ringraziamento. Il direttore della parata, per controllare i costi e massimizzare i ricavi, decide di assumere un consulente, Henry Williams. Emily, preoccupata che Henry possa rovinare lo spirito festoso della giornata, decide di lavorare a stretto contatto con lui, scoprendosi presto innamorata.

## Produzione
Le riprese si sono svolte tra Burlington, nel Vermont, e Vancouver, in Canada.

## Distribuzione
Di seguito sono elencati i titoli modificati in alcuni stati del mondo.
- Francia: La parade de Noël
- Croazia: Ljubav na paradi
- Ungheria: Hálaadás-napi szerelem
- Italia: La parata dell'amore
- Russia: Любовь в Раю